# Treno suburbano
Il treno suburbano (S) è una categoria di servizio dei treni italiani. Sono treni oggetti di contratto di servizio con le regioni interessate.

## Storia

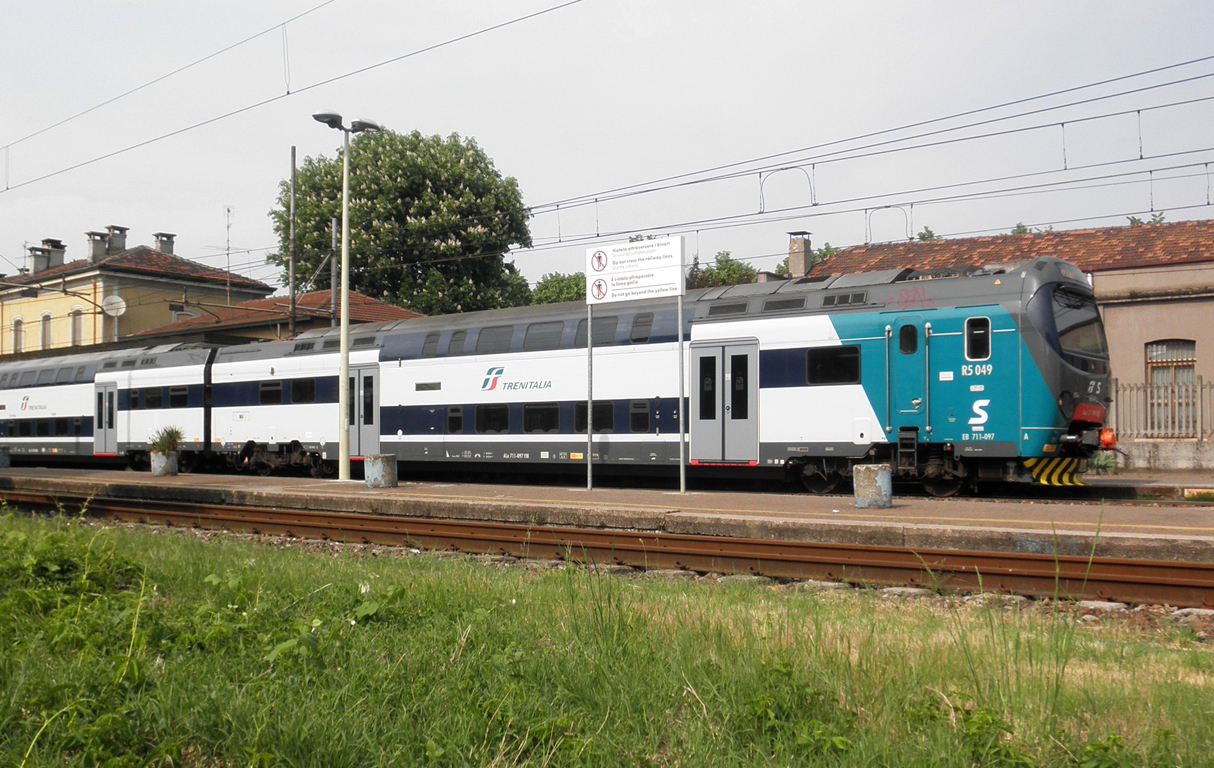
TSR (Treno a Servizio Regionale) della linea S1 in livrea Trenitalia

La denominazione di "treno suburbano" venne introdotta da Trenitalia con il cambio d'orario del dicembre 2004. Inizialmente era previsto di assegnare tale categoria a tutti i servizi urbani e suburbani d'Italia, sostituendo anche la categoria di treno metropolitano; in pratica la categoria fu assegnata esclusivamente ai treni del servizio ferroviario suburbano di Milano.

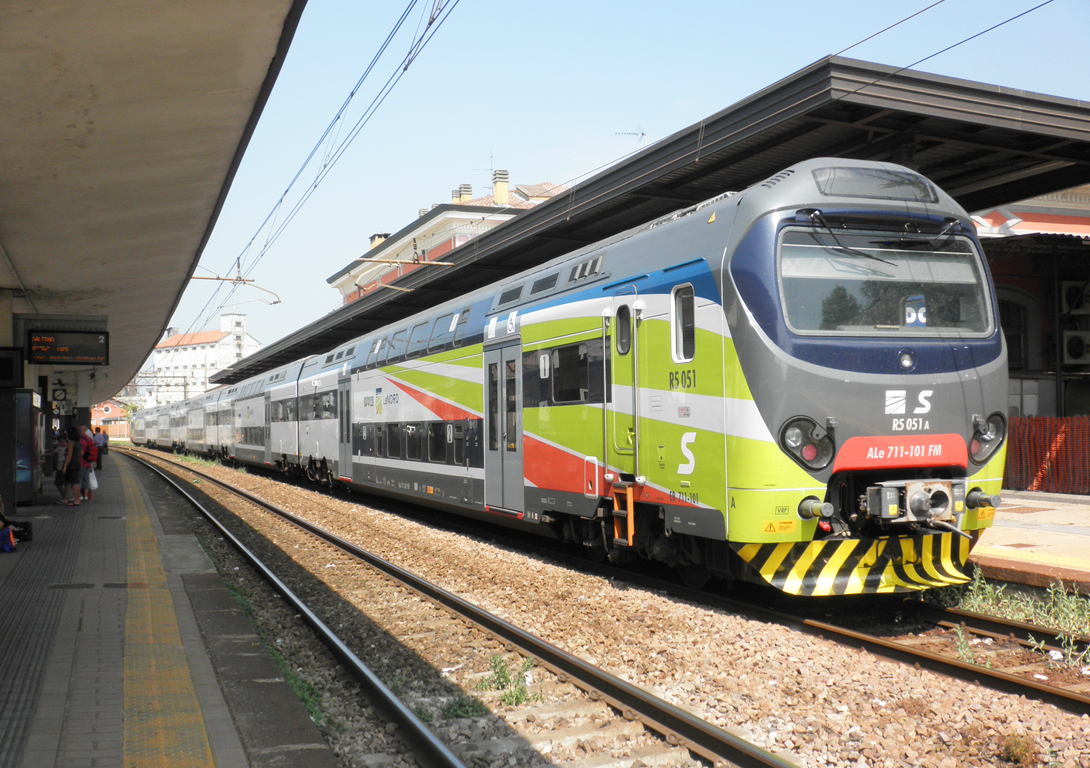
TSR (Treno a Servizio Regionale) della linea S1 nella stazione di Lodi

La categoria di treno suburbano al 2012 è assegnata ai treni del servizio ferroviario suburbano di Milano, eserciti da Trenord e alle corse della rete celere del Canton Ticino in territorio italiano, esercite da TiLo. Fino al 2012, rientravano in questa categoria anche i treni di rinforzo Brescia-Iseo, oggi riclassificati regionali.

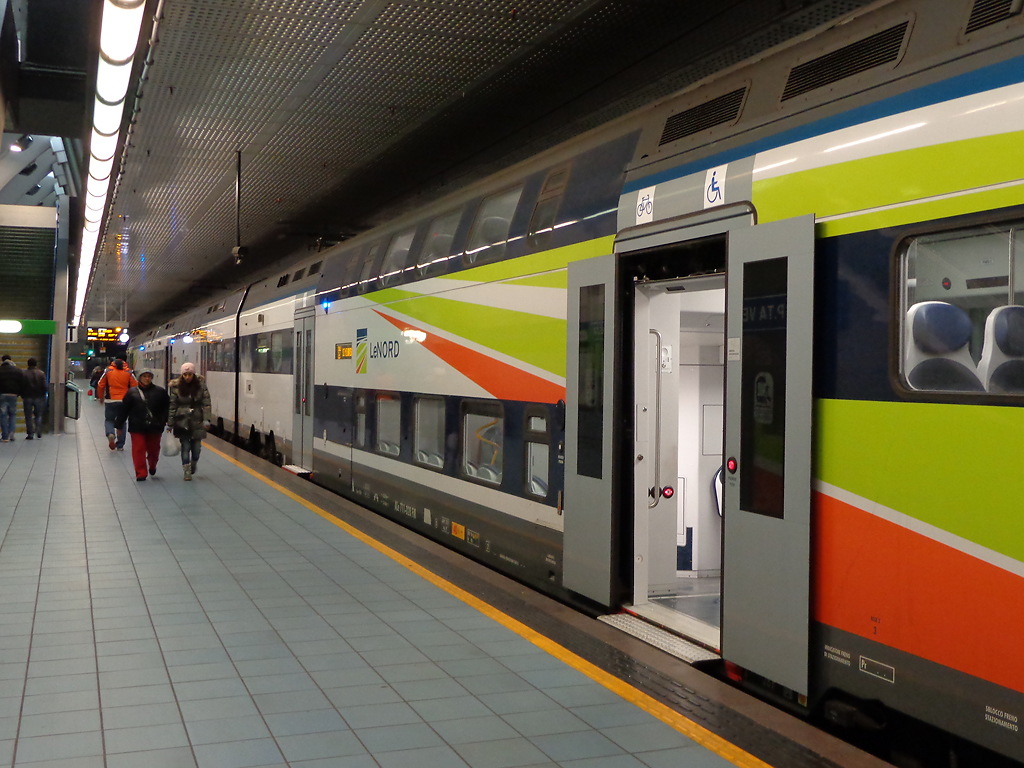
TSR (Treno a Servizio Regionale) nella stazioni di Milano P.ta Vittoria del Passante Ferroviario

## Servizi

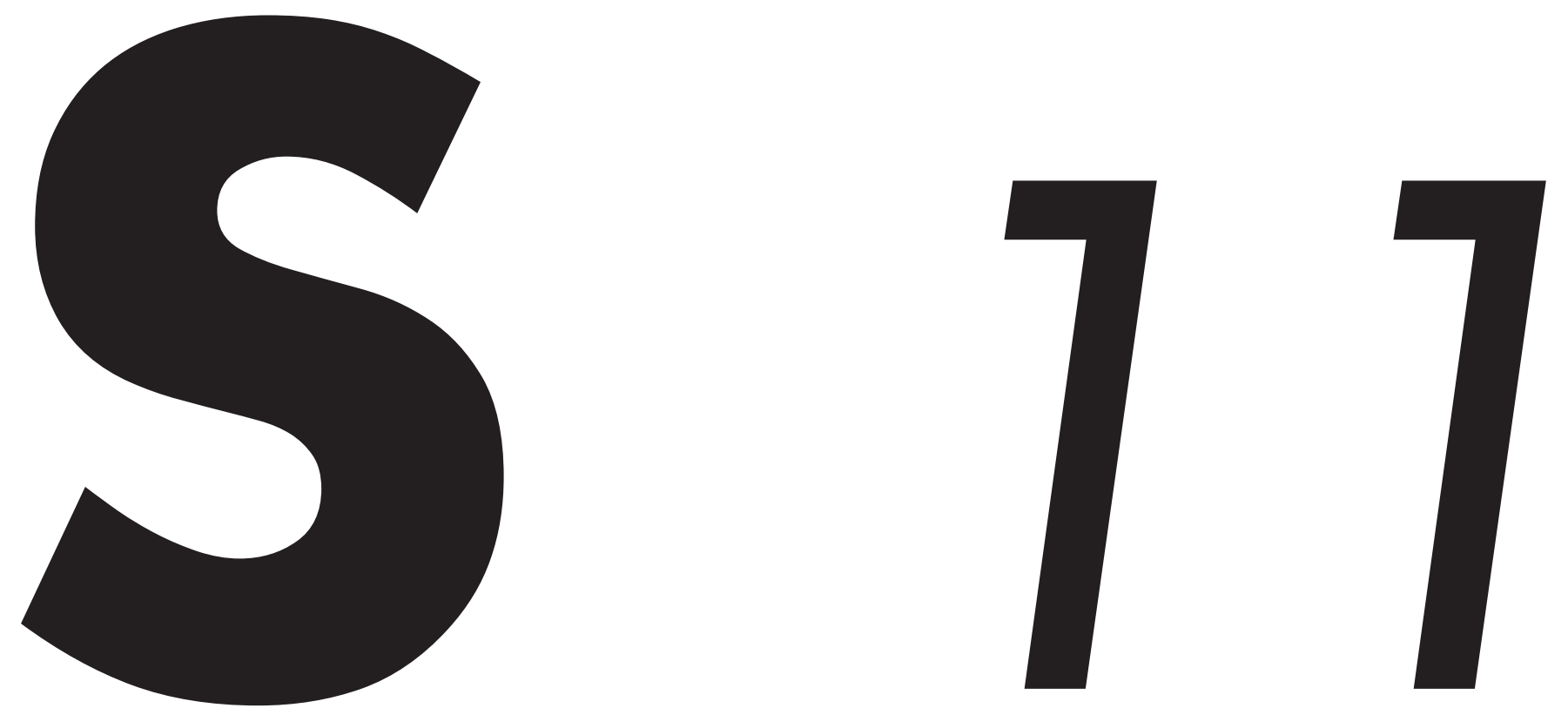
Simbolo utilizzato per indicare i treni suburbani sui quadri orario italiani (in questo caso della linea 11 dei servizi suburbani di Trenord)

I treni suburbani di Trenord circolano lungo le seguenti linee :
- S1: Lodi - Milano (stazioni del Passante Ferroviario) - Saronno
- S2: Milano (stazioni del Passante Ferroviario) - Cesano Maderno - Seveso
- S3: Milano - Saronno
- S4: Milano - Cesano Maderno - Seveso - Camnago-Lentate
- S5: Treviglio - Pioltello-Limito - Milano (stazioni del Passante Ferroviario) - Rho - Busto Arsizio - Gallarate - Varese
- S6: Treviglio - Pioltello-Limito - Milano (stazioni del Passante Ferroviario) - Rho - Novara
- S7: Milano - Sesto San Giovanni - Monza - Besana - Molteno - Lecco
- S8: Milano - Sesto San Giovanni - Monza - Carnate-Usmate - Calolziocorte-Olginate - Lecco
- S9: Albairate-Vermezzo - Milano - Sesto San Giovanni - Monza - Seregno - Cesano Maderno - Saronno
- S11: (Rho) - Milano - Sesto San Giovanni - Monza - Seregno - Camnago-Lentate - Albate-Camerlata - Como - Chiasso
- S12: Cormano-Cusano Milanino - Milano (stazioni del Passante Ferroviario) - Melegnano
- S13: Garbagnate Milanese - Milano (stazioni del Passante Ferroviario) - Pavia [4]